# The Island Sun
The Island Sun é o jornal mais antigo publicado nas Ilhas Virgens Britânicas (IVB) e começou a publicar em 23 de junho de 1962. É publicado semanalmente às sextas-feiras pela Sun Enterprises Limited, de propriedade do empresário e historiador local Vernon W. Pickering.

## História
The Island Sun foi fundado em 1962 por Carlos e Esme Downing. Carlos Downing foi o editor do jornal até Pickering, que foi editor assistente de Downing por três anos, se tornar editor executivo em 1988. Em 1987, Carlos se aposentou do The Island Sun e Vernon W. Pickering tornou-se o editor-chefe.
Em 23 de junho de 1962, a edição inaugural do The Island Sun foi publicada e, na época, parecia impossível que um jornal pudesse sobreviver sem quase nenhum apoio público ou financeiro. No geral, foi um período muito difícil para as Ilhas Virgens Britânicas, mas isso não impediu os fundadores, Carlos e Esme Downing, de seu novo empreendimento. Pouco importava que um periódico com o nome de "Tortola Times" tivesse cessado as atividades após um período inferior a três anos. Houve algum apoio encorajador vindo de leitores, simpatizantes e governo e isso foi suficiente para os fundadores.
Durante os primeiros 50 anos de publicação ininterrupta, autores e colunistas contribuintes incluíram, entre outros, Alan Cobham, Norwell Harrigan, Pearl Varlack, Pearl Varlack, Godfrey deCastro, Pierre Encontre, McW. Todman, Ronald Sanders, Quincy Lettsome, Giorgio Migliavacca e Clarence Christian.
Das muitas honrarias concedidas a Carlos Downing, nenhuma foi superior à cidadania honorária das Ilhas Virgens Britânicas, que lhe foi apresentada em 1983 pelo então ministro-chefe das Ilhas Virgens Britânicas, H. Lavity Stoutt.
Em 1985, a Sun Enterprises Ltd (uma empresa de propriedade e administração local) tornou-se a editora oficial do jornal mais antigo das IVB. Carlos Downing continuou como editor por um tempo e, em seguida, Vernon W. Pickering se tornou editor-chefe. Entre 1986 e 1989, o The Island Sun publicou uma edição no meio da semana que saiu na quarta-feira. O primeiro Presidente do conselho da Sun Enterprises, renomado educador e historiador, Norwell Harrigan foi — em 1993 — um dos dois primeiros nativos negros a serem homenageados nos selos das IVB.
Durante a redação e gestão de especialistas de Vernon Pickering, o jornal mais antigo das IVB tornou-se não apenas uma fonte confiável de referência, mas também se tornou um nome familiar no processo. É sob a liderança de Vernon Pickering que o The Island Sun foi capaz de obter uma grande base fiel de leitores nas edições semanais. Em 1989, The Island Sun foi o único jornal nas Ilhas Virgens Britânicas e dos Estados Unidos a ser publicado na mesma semana em que o furacão Hugo atacou as ilhas e paralisou a maioria dos serviços no Território. Em 1992, o BVI Hotel & Commerce Association concedeu ao The Island Sun o "Prêmio de Mérito do Comércio".
Durante os primeiros anos, o jornal semanal tinha sua própria imprensa, mas, eventualmente, a Caribbean Printing assumiu o cargo e, em 1987, o The Island Sun passou a ser impresso em St. Thomas. A publicação passou das poucas páginas iniciais, para as doze páginas da década de 1970, vinte no início dos anos 80, para uma média de quarenta páginas hoje.
Notícias e editoriais do 'Sun' são frequentemente reimpressos ou mencionados na mídia internacional, incluindo The Washington Post, CNN, PBS, BBC e British Daily Telegraph. Além disso, jornais do Caribe, como St. Croix Avis e The Voice of St. Lucia, juntamente com dezenas de outras revistas e publicações de viagem, publicam relatórios do 'Island Sun'.
Em 1997, The Island Sun se tornou o primeiro jornal das Ilhas Virgens (Americanas e Britânicas) a ter seu site. Uma pesquisa recente sobre o tráfego diário no site do The Island Sun mostrou uma média de 3.500 visitas por dia e, em determinados dias, foram relatados dezoito mil acessos.
Em 2002, a Autoridade Postal das IVB emitiu dois selos para comemorar o 40.º aniversário do The Island Sun, representando a primeira página da edição do 25.º aniversário e outras primeiras páginas, incluindo a primeira, os fundadores do jornal: Carlos Downing e Esme de Castro-Downing. o outro carimbo.
Em 2008, a produção do jornal foi digitalizada.
Durante a Visita Real de 1966, a Rainha Elizabeth II perguntou a Downing por que ele publicou o jornal local. Sua resposta foi que o Island Sun não foi iniciado no sentido de um empreendimento em si, mas como um empreendimento comunitário e com confiança no futuro das Ilhas Virgens.